# حول املاح (السبرة)

تعديل مصدري - تعديل

حول املاح محلة تابعة لقرية احوال قيس، التابعة لعزلة الاخلود بمديرية السبرة إحدى مديريات محافظة إب في الجمهورية اليمنية.، بلغ تعداد سكانها 68 حسب تعداد اليمن لعام 2004.